# Cryptandra armata
Cryptandra armata là một loài thực vật có hoa trong họ Táo. Loài này được C.T.White & W.D.Francis mô tả khoa học đầu tiên năm 1921.